# NGC 2344
NGC 2344 est une petite galaxie spirale située dans la constellation du Lynx. NGC 2344  a été découverte par l'astronome américain Lewis Swift en 1886.

## Caractéristiques
Sa vitesse par rapport au fond diffus cosmologique est de 1 064 ± 7 km/s, ce qui correspond à une distance de Hubble de 15,7 ± 1,1 Mpc (∼51,2 millions d'al).
À ce jour, cinq de mesures non basées sur le décalage vers le rouge (redshift) donnent une distance de 35,540 ± 11,011 Mpc (∼116 millions d'al), ce qui est nettement à l'extérieur des valeurs de la distance de Hubble. Notons que c'est avec la valeur moyenne des mesures indépendantes, lorsqu'elles existent, que la base de données NASA/IPAC calcule le diamètre d'une galaxie et qu'en conséquence le diamètre de NGC 2344 pourrait être d'environ 10,0 kpc (∼32 600 al) si on utilisait la distance de Hubble pour le calculer.
Wolfgang Steinicke et le professeur Seligman classent cette galaxie comme une spirale barrée, mais aucune barre n'est visible sur l'image de celle-ci.
La classe de luminosité de NGC 2344 est III et elle présente une large raie HI. De plus, c'est une galaxie du champ, c'est-à-dire qu'elle n'appartient pas à un amas ou un groupe et qu'elle est donc gravitationnellement isolée. Selon la base de données Simbad, NGC 2344 est une radiogalaxie.